# Notomatachia hirsuta
Notomatachia hirsuta là một loài nhện trong họ Desidae.
Loài này thuộc chi Notomatachia. Notomatachia hirsuta được miêu tả năm 1962 bởi Brian J. Marples.